# Gisèle Casadesus
Pour les articles homonymes, voir Casadesus.
Pour les autres membres de la famille, voir Famille Casadesus.
Répertoire
Voir les sections théâtre, cinéma et télévision
Gisèle Casadesus, née le 14 juin 1914 à Paris 18e, où elle est morte le 24 septembre 2017, est une comédienne française.
Doyenne des sociétaires de la Comédie-Française et grand-croix  de la Légion d'honneur, elle reçoit en 2003 un Molière d'honneur pour l'ensemble de sa carrière.
Membre de la dynastie Casadesus, célèbre famille d'artistes, elle est la mère du chef d'orchestre Jean-Claude Casadesus, de la comédienne Martine Pascal, du compositeur Dominique Probst et de l'artiste plasticienne Béatrice Casadesus, la grand-mère de la cantatrice Caroline Casadesus, de la comédienne Barbara Probst et l'arrière grand-mère du musicien de jazz Thomas Enhco.

## Biographie

### Débuts
Née rue de Steinkerque (18e arrondissement de Paris) dans une famille d'artistes, Gisèle Casadesus est la fille du compositeur et chef d'orchestre d'origine espagnole Henri Casadesus et de Marie-Louise Beetz, harpiste connue sous le nom de Marie-Louise Casadesus, d'origine juive et devenue fervente protestante. Gisèle Casadesus vit la Première Guerre mondiale en se réfugiant, jeune enfant avec son frère, dans la cave de leur domicile parisien, lorsqu'il y a des alertes à cause des tirs d'artillerie allemande. Dans son enfance, elle est louvette puis éclaireuse au sein des éclaireuses unionistes des Batignolles avec son amie Maud Sabatier,,. À quatorze ans, elle accompagne son père aux États-Unis pour une longue tournée.
Après un passage au cours Simon et un premier prix de comédie au Conservatoire de musique et de déclamation à l'âge de vingt ans, elle entre en 1934 à la Comédie-Française. La même année, elle épouse le comédien Lucien Pascal (de son vrai nom Lucien Probst). Elle est sur le paquebot de retour d'une tournée de trois mois en Amérique du Sud avec la Comédie-Française lorsqu'elle apprend le début de la Seconde Guerre mondiale ; son mari est mobilisé. Ensemble ils ont quatre enfants : Jean-Claude (1935), Martine (1939), Béatrice (1942) et Dominique (1954), tous artistes comme leurs petits-enfants (Caroline Casadesus) et arrière-petits-enfants (Thomas Enhco).
À la Comédie-Française, dont elle devient la 400e sociétaire le 1er janvier 1939, elle tient les rôles d'ingénue, de jeune première (Rosine du Barbier de Séville de Beaumarchais), de soubrette (Marivaux) ou de « jeune femme piquante » (Georges Feydeau). En trente ans de carrière dans la grande maison elle embrasse tout le répertoire classique et romantique : Le Médecin malgré lui et Les Fourberies de Scapin de Molière, L'Illusion comique de Pierre Corneille, On ne badine pas avec l'amour d'Alfred de Musset, Le Jeu de l'amour et du hasard de Marivaux, Le Mariage de Figaro de Beaumarchais, Ruy Blas de Victor Hugo, L'Arlésienne d'Alphonse Daudet, et d'autres auteurs comme Jean Giraudoux, Eugène Labiche, Denis Diderot, Jean de La Fontaine ou Alexandre Dumas fils.
Elle quitte, en 1962, la Comédie-Française dont elle est nommée sociétaire honoraire le 15 avril 1967.
Elle n'abandonne pas le théâtre pour autant et joue encore sur les scènes parisiennes ou internationales Jean Anouilh, Samuel Beckett (Fin de partie), Eugène Ionesco (Ce formidable bordel !) ou André Roussin,. Elle est la créatrice des rôles principaux d'Asmodée de François Mauriac (Théâtre-Antoine, 1937), Le Jugement Dernier de Bernard-Henri Lévy (Théâtre de l'Atelier, 1992), Le Retour en Touraine de Françoise Dorin (Théâtre de l'Œuvre, 1993) — pour lesquels elle est nommée aux  Molières 1993 et 1994 — Savannah Bay de Marguerite Duras (Palais de Chaillot, 1995 et Théâtre du Rond-Point, 1999) et (À chacun sa vérité) de Luigi Pirandello (Théâtre-Antoine, 2003). À l'issue de la saison théâtrale 2002-2003 elle reçoit un Molière d'honneur.
Elle revient jouer à la Comédie-Française en 1980 et pour des lectures en 1990 et en 2011.
Au cinéma, Pierre Billon l'engage en 1943 pour le rôle de Clotilde de Grandlieu dans Vautrin d'après Honoré de Balzac aux côtés de Michel Simon et en 1946 pour le rôle de Marie dans L'Homme au chapeau rond aux côtés de Raimu.
En 1971, elle est la comtesse d'Eguzon dans La Belle Aventure, participe au Mouton enragé de Michel Deville, joue le rôle de Nicole Leguen, la femme de Jean Gabin, dans Verdict (1974) d'André Cayatte et la mère de Claude Jade dans Les Robots pensants (1976).
Encore avec Claude Jade, elle est Mamie Rose (1976) dans le téléfilm de Pierre Goutas : Casadesus est la « grand-mère au pair » d'un garçon parfois agressif et elle sauve la vie conjugale du couple Claude Jade - Claude Giraud. Claude Jade écrit de Gisèle Casadesus dans son livre Baisers envolés (2004) : « Gisèle Casadesus. Voilà une grande dame, une personne délicieuse, une femme cultivée et discrète, une magnifique actrice ! Je crois que je ne tarirais pas d’éloges sur elle ; je lui ai même avoué que je rêvais de vieillir avec autant d’élégance qu’elle (je suis sûrement très présomptueuse…). » Ce grand rôle est suivi par sa Catherine dans Un crime de notre temps (1977) de Gabriel Axel. Claude Lelouch l'engage en 1996 pour le rôle de Clara Blanc, mère de Bernard Tapie, dans Hommes, femmes : mode d'emploi. Dans Aïe (2000), elle est la mère d'André Dussollier. On la retrouve en 2005 dans la comédie de Valérie Lemercier, Palais royal !. Elle est Margueritte (« avec deux t ») aux côtés de Gérard Depardieu dans le film de Jean Becker, La Tête en friche (2010). En 2012, à quatre-vingt-dix-huit ans, Gisèle Casadesus tourne sous la direction de Aytl Jensen dans le film Le Jeu de cette famille aux côtés de Michel Galabru et Anna Gaylor. En 2013, elle participe au grand spectacle de Claude Moreau : Jaurès, une voix pour la paix. Un dialogue filmé avec un arrière petit fils fictionnel joué par Henri Nlend, texte de Jean-Louis Sagot-Duvauroux, rythme cette évocation.
Son mari, Lucien Probst dit Lucien Pascal, meurt le 12 août 2006, à l'âge de cent ans,.
À l'âge de cent-trois ans, elle joue le rôle d'Annette âgée dans Si loin, si proche aux côtés de Geneviève Casile et Andrée Damant, un moyen métrage dramatique réalisé par Aytl Jensen.

### Décès
Gisèle Casadesus meurt à son domicile parisien le 24 septembre 2017 situé dans le 18e arrondissement de Paris, à l'âge de 103 ans.
L'actrice est inhumée le 28 septembre dans le caveau familial au cimetière d'Ars-en-Ré, après un service au temple protestant de Saint-Martin-de-Ré, en présence d'une centaine de personnes.

## Théâtre

### Comédie-Française
Entrée en 1934
Nommée 400e Sociétaire le 1er janvier 1939
Sociétaire honoraire le 15 avril 1967
- 1934 : Lorenzaccio d'Alfred de Musset, mise en scène Émile Fabre
- 1934 : La Brebis d'Edmond Sée, mise en scène Jean Debucourt
- 1934 : On ne badine pas avec l'amour d'Alfred de Musset
- 1934 : Le Mariage forcé de Molière, mise en scène Robert Manuel
- 1934 : Le Sourire du faune d'André Rivoire, mise en scène Pierre Bertin
- 1934 : Le Médecin malgré lui de Molière
- 1934 : Ruy Blas de Victor Hugo
- 1934 : La Belle aventure de Gaston Arman de Caillavet, Robert de Flers et Étienne Rey
- 1934 : L'Amour veille de Gaston Arman de Caillavet et Robert de Flers
- 1934 : Tante Marie d'Anne Valray, mise en scène Charles Granval
- 1934 : Le Barbier de Séville de Beaumarchais
- 1935 : Le Mariage de Figaro de Beaumarchais
- 1935 : L'Impromptu de Versailles de Molière
- 1935 : Les Burgraves de Victor Hugo
- 1935 : L'Étourdi de Molière
- 1935 : L'Illustre théâtre de Jules Truffier, mise en scène Pierre Bertin
- 1935 : Madame Quinze de Jean Sarment, mise en scène Émile Fabre
- 1935 : Sur la lisière d'un bois de Victor Hugo
- 1935 : Les Fourberies de Scapin de Molière
- 1935 : L'Arlésienne d'Alphonse Daudet
- 1935 : Paraître de Maurice Donnay
- 1936 : L'Embuscade d'Henry Kistemaeckers
- 1936 : Le Sang de Danton de Saint-Georges de Bouhélier, mise en scène Léon Bernard
- 1936 : Les Noces d'argent de Paul Géraldy
- 1936 : Le Chant du berceau de Gregorio Martínez Sierra et María de la O Lejárraga, mise en scène Émile Fabre
- 1936 : Le Voyage à Biarritz de Jean Sarment, mise en scène André Brunot
- 1936 : Les Rivaux d'eux-mêmes de Pigault-Lebrun, mise en scène Jean Martinelli
- 1936 : Un caprice d'Alfred de Musset, mise en scène Maurice Escande
- 1936 : La Nouvelle idole de François de Curel
- 1936 : Bolivar de Jules Supervielle, musique Darius Milhaud, chorégraphie Serge Lifar, mise en scène Émile Fabre
- 1936 : Le Bon Roi Dagobert d'André Rivoire
- 1936 : Martine de Jean-Jacques Bernard
- 1937 : Asmodée de François Mauriac, mise en scène Jacques Copeau
- 1937 : La Marche nuptiale d'Henry Bataille
- 1937 : Le Jeu de l'amour et du hasard de Marivaux, mise en scène Maurice Escande
- 1937 : Le Monde où l'on s'ennuie d'Édouard Pailleron
- 1937 : L'Impromptu de Versailles de Molière, mise en scène Pierre Dux
- 1937 : À quoi rêvent les jeunes filles d'Alfred de Musset, mise en scène Charles Granval
- 1937 : Les Corbeaux d'Henry Becque
- 1937 : Le Légataire universel de Jean-François Regnard, mise en scène Pierre Dux
- 1937 : L'Illusion comique de Pierre Corneille, mise en scène Louis Jouvet
- 1937 : Le Bonhomme jadis de Henry Murger
- 1937 : Le Dépit amoureux de Molière
- 1938 : La Seconde Surprise de l'amour de [Marivaux, mise en scène Pierre Bertin
- 1938 : Tricolore de Pierre Lestringuez, musique Darius Milhaud, mise en scène Louis Jouvet
- 1938 : Cantique des cantiques de Jean Giraudoux, mise en scène Louis Jouvet
- 1938 : Les Femmes savantes de Molière
- 1938 : La Dispute de Marivaux, mise en scène Jean Martinelli
- 1938 : Un chapeau de paille d'Italie d'Eugène Labiche et Marc-Michel, mise en scène Gaston Baty
- 1938 : Le Menteur de Pierre Corneille, mise en scène Pierre Bertin
- 1938 : La Coupe enchantée de Jean de La Fontaine et Champmeslé, mise en scène André Bacqué
- 1938 : Esther de Jean Racine, mise en scène Georges Le Roy
- 1939 : A souffert sous Ponce Pilate de Paul Raynal, mise en scène René Alexandre
- 1939 : Les Trois Henry de André Lang
- 1939 : Les affaires sont les affaires d'Octave Mirbeau
- 1939 : Ruy Blas de Victor Hugo, mise en scène Pierre Dux
- 1939 : La Belle Aventure de Gaston Arman de Caillavet, Robert de Flers et Étienne Rey
- 1940 : L'Âne de Buridan de Gaston Arman de Caillavet et Robert de Flers, mise en scène Pierre Bertin
- 1940 : Les Fausses Confidences de Marivaux, mise en scène Pierre Dux
- 1941 : Les Précieuses ridicules de Molière, mise en scène André Brunot
- 1941 : La Gageure imprévue de Michel-Jean Sedaine, mise en scène Pierre Bertin
- 1941 : Noé d'André Obey, mise en scène Pierre Bertin
- 1941 : Le Beau Léandre de Théodore de Banville et Paul Siraudin, mise en scène Denis d'Inès
- 1941 : Le Tartuffe ou l'Imposteur de Molière, mise en scène Pierre Bertin
- 1942 : Le Cheval arabe de Julien Luchaire, mise en scène Jean Debucourt
- 1942 : La Paix chez soi de Georges Courteline
- 1942 : Le Distrait de Jean-François Regnard, mise en scène Jean Meyer
- 1942 : Le Misanthrope de Molière, mise en scène Jacques Copeau
- 1942 : La Gageure imprévue de Michel-Jean Sedaine, mise en scène Pierre Bertin
- 1943 : La Reine morte d'Henry de Montherlant, mise en scène Pierre Dux
- 1943 : Un jour de Francis Jammes
- 1943 : Le Barbier de Séville de Beaumarchais, mise en scène Pierre Dux
- 1943 : Le Sicilien ou l'Amour peintre de Molière, mise en scène Maurice Escande
- 1944 : Barberine d'Alfred de Musset, mise en scène Jean Meyer
- 1945 : Une visite de noces d'Alexandre Dumas fils
- 1945 : L'Avare de Molière, mise en scène Jean Meyer
- 1946 : Le Mariage de Figaro de Beaumarchais, mise en scène Jean Meyer
- 1946 : La Princesse d'Élide de Molière, mise en scène Georges Le Roy
- 1946 : Feu la mère de Madame de Georges Feydeau, mise en scène Fernand Ledoux
- 1948 : L'Ami Fritz de Émile Erckmann et Alexandre Chatrian
- 1948 : L'Épreuve de Marivaux, mise en scène Julien Bertheau
- 1948 : Le Gendre de M. Poirier d'Émile Augier et Jules Sandeau
- 1949 : On ne saurait penser à tout d'Alfred de Musset, mise en scène Robert Manuel
- 1950 : La Belle aventure de Gaston Arman de Caillavet, Robert de Flers et Étienne Rey, mise en scène Jean Debucourt
- 1950 : Les Fausses Confidences de Marivaux, mise en scène Maurice Escande
- 1951 : Sganarelle ou le Cocu imaginaire de Molière, mise en scène Jacques Clancy
- 1951 : Le Chevalier Canepin de Henri Duvernois, mise en scène Jacques Charon
- 1951 : Le Dindon de Georges Feydeau, mise en scène Jean Meyer
- 1951 : L'Indigent de Charles Vildrac, mise en scène Georges Chamarat
- 1952 : La Coupe enchantée de Jean de La Fontaine et Champmeslé, mise en scène Jacques Clancy
- 1952 : Le Légataire universel de Jean-François Regnard, mise en scène Pierre Dux
- 1952 : Les Précieuses ridicules de Molière, mise en scène Robert Manuel
- 1953 : Le Menteur de Corneille, mise en scène Denis d'Inès
- 1953 : Le Dépit amoureux de Molière, mise en scène Georges Chamarat
- 1953 : Le Jeu de l'amour et du hasard de Marivaux, mise en scène Maurice Escande
- 1954 : L'Épreuve de Marivaux, mise en scène Julien Bertheau
- 1954 : Le Menteur de Pierre Corneille, mise en scène Denis d'Inès
- 1955 : Est-il bon ? Est-il méchant ? de Denis Diderot, mise en scène Henri Rollan
- 1957 : La Bonne Mère de Florian, mise en scène Maurice Escande
- 1957 : L'Ours d'Anton Tchekhov, mise en scène André Falcon
- 1958 : Un ami de jeunesse d'Edmond Sée, mise en scène Denis d'Inès
- 1958 : La Maison de campagne de Florent Carton dit Dancourt, mise en scène Hélène Perdrière
- 1958 : On ne saurait penser à tout d'Alfred de Musset, mise en scène Robert Manuel
- 1958 : Le Misanthrope de Molière, mise en scène Pierre Dux
- 1959 : Les Trente Millions de Gladiator d'Eugène Labiche, mise en scène Jean Meyer
- 1960 : À chacun sa vérité de Luigi Pirandello, mise en scène Charles Dullin
- 1961 : On ne saurait penser à tout d'Alfred de Musset, mise en scène Robert Manuel
- 1962 : La Troupe du Roy de Molière, mise en scène Paul-Émile Deiber
- 1980 : La Folle de Chaillot de Jean Giraudoux, mise en scène Michel Fagadau
- 1990 : Tête de poulet de György Spiró (en), lecture
- 2011 : Le Jubilé d'Agathe de Pascal Lainé, lecture, Studio-Théâtre de la Comédie-Française

### Hors Comédie-Française
- Une petite qui voit grand de Germaine Acremant
- Boubouroche de Georges Courteline
- J'y suis j'y reste de Raymond Vincy et Jean Valmy
- Le Bal des voleurs de Jean Anouilh
- Le Rendez-vous de Senlis de Jean Anouilh
- Histoire de rire d'Armand Salacrou
- Une femme libre d'Armand Salacrou
- Bonne chance Denis de Michel Duran
- Le Complexe de Philémon de Jean Bernard-Luc
- Caroline a disparu de Jean Valmy et André Haguet
- Les Œufs de l'autruche d'André Roussin
- Teddy and Partner d'Yvan Noé
- Hyménée d'Édouard Bourdet
- Les Dix petits nègres d'Agatha Christie
- 1965 : Lorsque l'enfant paraît d'André Roussin, mise en scène de l'auteur, théâtre des Célestins
- 1967 : Lorsque l'enfant paraît d'André Roussin, mise en scène de l'auteur, théâtre Saint-Georges
- 1968 : La Courte Paille de Jean Meyer, mise en scène de l'auteur, tournée
- 1969 : Monsieur chasse ! de Georges Feydeau, mise en scène Alain Feydeau, Grand Théâtre de Limoges
- 1971 : La Voyante d'André Roussin, mise en scène de l'auteur, théâtre Marigny
- 1974 : Ce formidable bordel ! d'Eugène Ionesco, mise en scène Jacques Mauclair, théâtre des Célestins
- 1980 : Fin de partie de Samuel Beckett, mise en scène Guy Rétoré, théâtre de l'Est parisien
- 1982 : Fin de partie de Samuel Beckett, mise en scène Guy Rétoré, théâtre Renaud-Barrault
- 1982 : Le Chantier de Charles Tordjman, mise en scène Guy Rétoré, théâtre de l'Est parisien
- 1987 : Entre passions et prairie de Denise Bonal, mise en scène Guy Rétoré, théâtre de l'Est parisien
- 1988 : Le Vallon d'Agatha Christie, mise en scène Simone Benmussa, théâtre Renaud-Barrault
- 1989 : Clair de terre de Daniel Besnehard, mise en scène Guy Rétoré, théâtre de l'Est parisien
- 1992 : Le Jugement dernier de Bernard-Henri Lévy, mise en scène Jean-Louis Martinelli, théâtre de l'Atelier
- 1993 : Le Retour en Touraine de Françoise Dorin, mise en scène Georges Wilson, théâtre de l'Œuvre
- 1995 : Savannah Bay de Marguerite Duras, mise en scène Jean-Claude Amyl, théâtre national de Chaillot
- 1997 : Le Bonheur à Romorantin de Jean-Claude Brisville, mise en scène Jean-Luc Tardieu, Espace 44 Nantes
- 1999 : Savannah Bay de Marguerite Duras, mise en scène Jean-Claude Amyl, théâtre du Rond-Point, et en tournée jusqu'en 2001
- 2003 : À chacun sa vérité de Luigi Pirandello, mise en scène Bernard Murat, Centre national de création d'Orléans, théâtre Antoine
- 2005 : Richard III de William Shakespeare, mise en scène Didier Long, La Coursive La Rochelle
- 2014 : Le Jubilé d'Agathe de Pascal Lainé, lecture, Théâtre Antoine

## Filmographie

### Cinéma
- 1934 : L'Aventurier de Marcel L'Herbier : Geneviève
- 1934 : Un soir à la Comédie-Française de Léonce Perret : elle-même
- 1943 : Graine au vent de Maurice Gleize : Germaine
- 1943 : Vautrin de Pierre Billon : Clotilde de Grandlieu
- 1944 : Coup de tête de René Le Hénaff : Nadine
- 1945 : Paméla de Pierre de Hérain : Joséphine de Beauharnais
- 1946 : L'Homme au chapeau rond de Pierre Billon : Marie
- 1947 : Les Aventures de Casanova de Jean Boyer : Geneviève de Cerlin
- 1948 : Route sans issue de Jean Stelli : Simone Fournier
- 1948 : Entre onze heures et minuit d'Henri Decoin : Florence
- 1949 : Du Guesclin de Bernard de Latour : Jeanne, comtesse de Penthièvre
- 1974 : Verdict d'André Cayatte : Nicole Leguen
- 1974 : Le Mouton enragé de Michel Deville
- 1976 : Un mari, c'est un mari de Serge Friedman : le sénateur
- 1976 : Une femme fidèle de Roger Vadim : la comtesse de Lapalimmes
- 1977 : Un oursin dans la poche de Pascal Thomas : la mère de Benjamin
- 1984 : Opéra des ombres, Berlioz 1864 de Georges Combes
- 1988 : Sweet Lies de Nathalie Delon : Nemo
- 1988 : Un été d'orages de Charlotte Brandström : la grand-mère
- 1990 : Cinématon (épisode 1342) de Gérard Courant : elle-même
- 1990 : Couple (épisode 76) de Gérard Courant : elle-même
- 1993 : Roulez jeunesse ! de Jacques Fansten : Bernadette
- 1996 : Hommes, femmes : mode d'emploi de Claude Lelouch : Clara Blanc
- 1996 : Album de famille, court métrage de Shéri Tsur : Geneviève
- 1997 : Riches, belles, etc. de Bunny Schpoliansky
- 1997 : Post coïtum animal triste de Brigitte Roüan
- 1999 : Les Enfants du marais de Jean Becker : Mme Mercier
- 1999 : La Dilettante de Pascal Thomas : la bénévole de la mission
- 2000 : Aïe de Sophie Fillières : la mère de Robert
- 2001 : Deux vieilles dames et l'accordeur, court métrage de Guillaume Canet
- 2001 : J'me souviens plus, court métrage d'Alain Doutey : Rose
- 2002 : C'est le bouquet ! de Jeanne Labrune : la dame
- 2004 : Le Promeneur du Champ-de-Mars de Robert Guédiguian : la sœur de Simone Picard
- 2005 : Palais royal ! de Valérie Lemercier : Alma, la reine mère
- 2005 : Le Noël de Lily, court métrage d'Éric Nebot : Lily
- 2005 : Travaux, on sait quand ça commence... de Brigitte Roüan
- 2006 : Le Grand Appartement de Pascal Thomas : Grand-mère Joséphine
- 2007 : Le 4e Morceau de la femme coupée en trois de Laure Marsac : la vieille dame
- 2007 : La Sonate des spectres, documentaire de Ivan Heidsieck[16]
- 2009 : Le Premier Cercle de Laurent Tuel : Mme Malakian
- 2009 : Kankant, court métrage de François Grandjacques
- 2009 : Le Hérisson de Mona Achache : 'Mme de Broglie
- 2010 : Porteur d'hommes, court métrage d'Antarès Bassis
- 2010 : La Tête en friche de Jean Becker : Margueritte
- 2010 : Ces amours-là de Claude Lelouch : Ilva à 95 ans
- 2010 : Elle s'appelait Sarah de Gilles Paquet-Brenner : Mamé
- 2012 : Sous le figuier d'Anne-Marie Étienne : Selma
- 2012 : Le Jeu de cette famille, court métrage d'Aytl Jensen : Berthe Perrin
- 2014 : Week-ends d'Anne Villacèque : Françoise
- 2014 : Au diapason, court-métrage d'Adrien Ricciardelli: Louise
- 2014 : Plus jamais ça !, moyen-métrage d'Aytl Jensen : Annie Simon

### Télévision
- 1966 : Les Compagnons de Jéhu de Michel Drach : Louise
- 1966 : Au théâtre ce soir : Trois garçons, une fille de Roger Ferdinand, mise en scène Jean Marchat, réalisation Pierre Sabbagh, théâtre Marigny
- 1967 : Au théâtre ce soir : Isabelle et le Pélican de Marcel Franck, mise en scène Maurice Guillaud, réalisation Pierre Sabbagh, théâtre Marigny
- 1967 : Au théâtre ce soir : Lorsque l'enfant paraît d'André Roussin, mise en scène de l'auteur, réalisation Pierre Sabbagh, théâtre Marigny
- 1968 : le Tribunal de l'impossible : 3- La Dernière Rose ou Les fantômes du Trianon de Roger Kahane : Sally, adulte
- 1969 : Au théâtre ce soir : Caroline a disparu de Jean Valmy et André Haguet, mise en scène Jacques-Henri Duval, réalisation Pierre Sabbagh, théâtre Marigny
- 1971 : Au théâtre ce soir : Une histoire de brigands de Jacques Deval, mise en scène Jacques Mauclair, réalisation Pierre Sabbagh, théâtre Marigny
- 1971 : Au théâtre ce soir : La Voyante d'André Roussin, mise en scène de l'auteur, réalisation Pierre Sabbagh, théâtre Marigny
- 1971 : Les Enquêtes du commissaire Maigret, épisode Maigret en vacances de Claude Barma : Mère Supérieure
- 1972 : Au théâtre ce soir : Une femme libre d'Armand Salacrou, mise en scène Jacques Mauclair, réalisation Pierre Sabbagh, théâtre Marigny
- 1974 : Valérie de François Dupont-Midi : la Comtesse
- 1975 : Au théâtre ce soir : La Rabouilleuse d'Émile Fabre d'après Honoré de Balzac, mise en scène Robert Manuel, réalisation Pierre Sabbagh, théâtre Édouard VII
- 1975 : Une vieille maîtresse de Jacques Trébouta (téléfilm) : Mme de Flers
- 1976 : Le Collectionneur de cerveaux ou les Robots pensants de Michel Subiela
- 1976 : Mamie Rose de Pierre Goutas : Ma Mie Rose
- 1978 : Les Amours sous la Révolution, épisode Les Amants de Thermidor de Jean-Paul Carrère : la Comtesse de Choiseul
- 1978 : Un ours pas comme les autres, épisode l'étage en dessous du Paradis de Nina Companeez : Suzy
- 1979 : le Vérificateur, (épisode : la plume facile) de Pierre Goutas : Pauline Popert
- 1979 : la Lumière des justes (14 épisodes de 52 min) : Comtesse de Lambrefoux
- 1979 : Roméo et Baucis de Hélène Misserly : Alice
- 1980 : Le Curé de Tours de Gabriel Axel : Mlle Salomon de Villenoix
- 1980 : Les Dames de cœur (série) de Paul Siegrist : Blanche
- 1986 : Claire de Lazare Iglesis
- 1993 : Maigret, épisode 3 Maigret et les Témoins récalcitrants de Michel Sibra : Catherine
- 1998 : Tout ce qui brille (téléfilm) de Lou Jeunet : Mademoiselle de Chambure
- 1999 : PJ (saison 3 épisode 7 : Drague) : Mme Mirmont
- 2001 : Docteur Sylvestre (saison 7 épisode 5 : Des apparences trompeuses) : Lucille
- 2002 : Commissaire Maigret, épisode Maigret chez le ministre : Madame Calame
- 2005 : Mis en bouteille au château de Marion Sarraut : Betty
- 2005 : Une femme d'honneur : les Liens du sang de Michaël Perrotta : Marthe Langlois
- 2008 : Marie-Octobre de Josée Dayan : Clémence
- 2011 : Le Grand Restaurant 2 de Gérard Pullicino : Madeleine
- 2017 : Si loin, si proche, d'Aytl Jensen : Annette

## Publications
- Le Jeu de l'amour et du théâtre, Philippe Rey éditeur, 2007  (ISBN 2848760869 et 9782848760865) ; réédition 2014
- Cent ans, c'est passé si vite..., Le Passeur éditeur, 2014  (ISBN 2368901205 et 9782368901205)
- Ici Paris, d'hier à avant-hier, en collaboration avec Isabelle Blondie, photos Sarah Bastin, Montpellier, Chèvre feuille étoilée, 2014  (ISBN 2367950814 et 9782367950815)

## Distinctions

### Décorations
- Grand-croix de la Légion d'honneur en juillet 2017[17].
- Grand-croix de l'ordre national du Mérite en mai 2009[18].
- Commandeure de l'ordre des Arts et des Lettres en janvier 2011[19] ; officier en septembre 1957 (nommée directement officier).
- Grande Médaille de Vermeil de la Ville de Paris le 24 octobre 2014[20].

### Récompense
- Molières 2003 : Molière d'honneur

### Nominations
- Molières 1993 : Molière de la comédienne dans un second rôle pour Le Jugement dernier
- Molières 1994 : Molière de la comédienne dans un second rôle pour le Retour en Touraine